# Ciyuan
El Ciyuan es el diccionario enciclopédico chino más moderno. La casa de edición Commercial Press publicó la primera edición en 1915, y la reeditó en varios formatos, incluyendo un suplemento de 1931, y una edición completamente revisada 1979-1984. La tercera y última edición se publicó en 2015 para conmemorar el centenario de su primera publicación.

## Definición
En términos de la lexicografía china, el Ciyuan es un cidian, diccionario para expresiones habladas, en oposición a un zidian, un diccionario para caracteres chinos escritos. La palabra del título ciyuan 辭源 - que combina ci 辭 "tomar licencia, declinación, dicción, frase, palabra" y yuan 源 "fuente, causa, origen" - es una vieja variante para ciyuan 詞源 "palabra origen, etimología", por lo general escrito con ci 詞 "palabra; término; discurso".
El Ciyuan ha sido popular entre los intelectuales chinos. Por ejemplo, (Reed 2011: 3), durante la guerra civil china, Mao Zedong llevó dos diccionarios modernos, el Ciyuan y el Cihai.
El lexicógrafo Reinhard Hartmann (2003: 16) predice que el Ciyuan en su edición revisada "seguirá siendo una herramienta de investigación básica para todos los estudiantes de la literatura y la historia pre-moderna de China durante muchos años".

## Historia

### Primera edición
Los lexicógrafos chinos comenzaron a compilar la primera edición del diccionario Ciyuan en 1908, con Lu Erkui (陸 爾奎, 1862-1935) como editor en jefe. Ellos derivaron principalmente el material del Diccionario Kangxi de 1710. En 1915, la Commercial Press, una importante editorial china, publicó el diccionario original Ciyuan en dos volúmenes, con un total de 3.087 páginas, disponibles en tamaños grandes, medianos y pequeños (Teng & Biggerstaff 1971: 132). 
Contenía aproximadamente 100.000 entradas (Hartmann 2003: 165). El Ciyuan incluía no sólo caracteres y frases chinas, sino también lenguajes chengyu, referencias clásicas y términos enciclopédicos, tales como nombres personales y de lugar en chino y extranjero, títulos de libros y términos científicos modernos. Su prólogo explicaba la necesidad lexicográfica del Ciyuan.

### Suplemento
En 1931, la Commercial Press publicó el Ciyuan xubian, compilado por Fang Yi (方 毅, 1916-1997) y otros, en dos volúmenes, con un total de 1.702 páginas (Teng & Biggerstaff 1971: 132). Este diccionario complementario comprende términos omitidos accidentalmente en la edición de 1915, y nuevos términos acuñados después de él. El prólogo de Fang Yi explicó la razón por la que se publicó esta edición ampliada del Ciyuan en 1931, "Tras más de una década de progresos en el mundo y cambios en la escena política, es natural que en la ciencia hayan surgido muchas palabras nuevas". (Ts Ts. 1990: 357). El Xubian también cita fuentes de citas con más detalle que el diccionario Ciyuan básico.

### Edición revisada
La planificación de una segunda edición del Ciyuan comenzó después de una conferencia en 1958 sobre la revisión de los diccionarios Ciyuan y Cihai. Hartmann (2003: 16) dice: "Se decidió mantener el énfasis de Ciyuan en los términos literarios, históricos y clásicos y revisarlos y aumentarlos como un trabajo de referencia para investigadores y estudiantes de los chinos pre-modernos".
En 1964, se completó un diccionario Ciyuan "wedinggao" , pero el antiintelectualismo de la Revolución Cultural (1966-1976) detuvo la recopilación. El trabajo se reanudó en 1976 como un esfuerzo cooperativo entre la commercial press y los estudiosos del lenguaje en las provincias de Guangdong, Guangxi, Hunan y Henan. Los volúmenes revisados de 1 a 4 se publicaron en 1979, 1980, 1981 y 1984, respectivamente. La edición revisada Ciyuan contiene 12.980 caracteres de cabeza, bajo los cuales hay 84.134 definiciones de frases, totalizando 11.3 millones de caracteres (Huang 1993: 241). El volumen 4 tiene un índice de pinyin adjunto.
El contenido del nuevo Ciyuan se centra en términos clásicos y artículos enciclopédicos relacionados con la literatura y la historia china hasta 1840, época de la primera guerra del Opio (Wilkinson 2000: 78). Los editores eliminaron los términos técnicos de las ciencias naturales y sociales, y las palabras internacionales que se anexaron a la edición original Ciyuan durante 60 años de revisiones y actualizaciones. También añadieron una serie de términos importante.
En 1988, Commercial Press publicó una versión reducida, edición en un solo volumen, del Ciyuan.

### Tercera edición
La tercera edición (辞 源 (第三版)) fue publicada en 2015 después de 8 años de edición. ("辞 源" 出版 百年 第三版 全球 同步 首发 ".) (" 快讯 ︱ "辞 源"第三版 问世 - 九大 修订, 纸 电 同步 "2015-12-24.)